# 1,2,3-triazolo
Il 1,2,3-triazolo è uno dei due composti eterociclici aromatici isomeri di formula C2H3N3, detti triazoli, che hanno un anello a cinque termini con due atomi di carbonio e tre atomi di azoto. L'altro isomero è il 1,2,4-triazolo. Il 1,2,3-triazolo è usato nell'ambito della ricerca per costruire composti chimici più complessi, ad esempio farmaci tipo il tazobactam.

## Sintesi
Gli 1,2,3-triazoli sostituiti si possono produrre tramite la cicloaddizione di Huisgen azide-alchino, dove una azide e un alchino danno luogo ad una ciclizzazione 1,3-dipolare.

## Proprietà
Il 1,2,3-triazolo in condizioni normali è un liquido incolore. Esistono due forme tautomere, 1H e 2H. In fase liquida predomina la forma 2H nella maggior parte dei solventi.
La molecola del 1,2,3-triazolo è sorprendentemente stabile rispetto ad altri composti organici contenenti tre atomi di azoto adiacenti. Tuttavia per pirolisi a 500 °C si ha perdita di una molecola di azoto (N2) e formazione di aziridina. Per riscaldamento in opportuni solventi si ha apertura dell'anello e successiva richiusura formando un isomero differente (riarrangiamento di Dimroth).

## Indicazioni di sicurezza
Il composto è disponibile in commercio. È irritante per gli occhi, la pelle e le vie respiratorie. Non ci sono dati che indichino proprietà cancerogene. È considerato poco pericoloso per l'ambiente.